# جيريت هندريك كيرستن
جيريت هندريك كيرستن هو مدرس وعالم عقيدة وصحفي وسياسي هولندي، ولد في 6 أغسطس 1882 في ديفينتر في هولندا، وتوفي في 6 سبتمبر 1948 في Waarde ‏ في هولندا. نشط حزبياً في الحزب السياسي الإصلاحي. وقد انتخب عضو مجلس نواب هولندا ‏.